# Gurara (Fluss)
Der Gurara ist ein linker Nebenfluss des Niger im Zentrum Nigerias.

## Verlauf
Die Quellflüsse des Gurara entspringen am Rand des westlichen Jos-Plateau im Bundesstaat Kaduna, etwa 80 km südwestlich von Jos. Der Fluss fließt zunächst in südwestliche Richtung und wendet sich dann nach Süden. Er fließt in weitem Bogen um Abuja herum durch den Bundesstaat Federal Capital Territory. Dort nimmt er von links seinen wichtigsten Nebenfluss Usuma auf, der mit seinen Nebenflüssen die Hauptstadt entwässert. Auf dem letzten Stück seines Verlaufen bildet er einen Teil der Grenze zwischen den Bundesstaaten Niger und Kogi. Der Gurara mündet etwa 130 km südwestlich von Abuja in den Niger.
Seine Gurara-Fälle sind eine Tourismus-Attraktion im Umland von Abuja.

## Hydrometrie
Die Abflussmenge des Gurara wurde an der Mündung gemessen (in m³/s, Werte aus Diagramm abgelesen).

## Staudamm Projekte
75 km nördlich von Abuja wird er mit dem Gurara-Damm aufgestaut und dient der Bewässerung und vor allem der Wasserversorgung der Hauptstadt. Aus dem See wird Wasser in die Lower-Usuma-Talsperre geleitet, wo das Wasser aufbereitet wird. Zusätzlich wird mit dem Gurara-Damm Strom gewonnen und der Stausee zählt zu den Naherholungsgebiet der Hauptstatt.

## Wassertransfer
Es wurden Überlegungen angestellt, Wasser aus dem Gurara in den Kaduna zu leiten. Diese sogenannte „Gurara Transfer Scheme“ sollen mit jährlich 1300 Millionen m³ über einen 30 km langen Kanal den dortigen Wassermangel helfen auszugleichen.